# Retshåndhævelsesloven
Lov om retshåndhævende myndigheders behandling af personoplysninger, også kaldet retshåndhævelsesloven, er en dansk forvaltningsretlig lov, der gennemfører retshåndhævelsesdirektivet i dansk ret og sammen med databeskyttelsesforordningen, databeskyttelsesloven og tv-overvågningsloven udgør de centrale regler om databeskyttelse.
Retshåndhævelsesloven regulerer politiets, anklagemyndighedens, Direktoratet for Kriminalforsorgens, auditørens og domstolenes behandling af personoplysninger, når den finder sted som led i efterforskning, forebyggelse og strafforfølgning af strafbare forhold og ved fuldbyrdelse af straf.
Loven er senest ændret ved lov nr. 506 af 23. maj 2018 om ændring af lov om tv-overvågning og lov om retshåndhævende myndigheders behandling af personoplysninger.

## Lovens område
Loven gælder for retshåndhævende myndigheders – det vil sige politiets, anklagemyndighedens, herunder den militære anklagemyndigheds, kriminalforsorgens, Den Uafhængige Politiklagemyndigheds og domstolenes – behandling af personoplysninger, der helt eller delvis foretages ved hjælp af automatisk databehandling, og for anden ikke-automatisk behandling af personoplysninger, der er eller vil blive indeholdt i et register, forudsat at behandlingen foretages med henblik på (i henhold til § 1, stk. 1):
| Citat | at forebygge, efterforske, afsløre eller retsforfølge strafbare handlinger eller fuldbyrde strafferetlige sanktioner, herunder for at beskytte mod eller forebygge trusler mod den offentlige sikkerhed. | Citat |
|       | |       |

Loven finder imidlertid ikke anvendelse på den behandling af personoplysninger, der udføres for eller af politiets og forsvarets efterretningstjenester i henhold til § 1, stk. 2.
Datatilsynet fører tilsyn med enhver behandling af personoplysninger, som er omfattet af retshåndhævelsesloven. Dog fører Domstolsstyrelsen tilsyn med behandling af personoplysninger, som foretages for domstolene, når de ikke handler i deres egenskab af domstol.

## Lovgivningsprocessen

### Fremsættelse af forslag
Lovforslag nr. L 168 (2016-17) blev fremsat skriftligt for Folketinget af justitsminister Søren Pape Poulsen (KF) den 28. marts 2017. Formålet med lovforslaget var at gennemføre retshåndhævelsesdirektivet. Gennemførelsen af direktivet var en forudsætning for, at der kunne indgås en samarbejdsaftale mellem Danmark og Europol, som skulle have virkning fra den 1. maj 2017.
Af hensyn til at skabe overskuelighed for de myndigheder, der skal anvende lovgivningen, besluttede Justitsministeriet at ændre databeskyttelseslovens anvendelsesområde, så de i loven kompetente myndigheders behandling af personoplysninger ikke længere er omfattet af databeskyttelsesloven, når behandlingen er omfattet af retshåndhævelseslovens anvendelsesområde.

### 1. behandling
Lovforslaget var til 1. behandling den 30. marts 2017.

### Udvalgsbehandling
Formanden Peter Skaarup (DF) stillede på vegne af udvalget to spørgsmål til justitsministeren til skriftlig besvarelse inden 2. behandling. Der blev desuden stillet ni ændringsforslag til lovforslaget. Justitsministeren stillede ændringsforslag nr. 1-2, mens Enhedslistens medlemmer af udvalget stillede ændringsforslag nr. 3-9.

### 2. behandling
I forbindelse med 2. behandling den 25. april 2017 stemte Folketinget om og forkastede syv ændringsforslag, hvorefter Pia Kjærsgaard (DF) i sin egenskab af Folketingets formand foreslog og fik vedtaget uden indsigelser, at lovforslaget gik direkte videre til 3. behandling uden fornyet udvalgsbehandling.

### 3. behandling
I forbindelse med 3. behandling den 27. april 2017 blev der stemt om lovforslagets endelige vedtagelse. Lovforslaget blev enstemmigt vedtaget. 108 stemte for (S, DF, V, EL, LA, ALT, RV, SF og KF), nul stemte imod, og nul hverken for eller imod.

## Ikrafttrædelse
Loven trådte i kraft dagen efter bekendtgørelsen i Lovtidende, og lovforslaget kunne stadfæstes straks efter dets vedtagelse.